# 勝岡八幡神社
勝岡八幡神社（かつおかはちまんじんじゃ）は、愛媛県松山市の勝岡町にある神社である。

## 祭神
小千命 別名 孝霊天皇御孫小千御子（オチノミコ）　
応神天皇 別名 品陀和気命（ホンダワケノミコト）　
仲哀天皇 別名 帯中日子命（タラシナカツヒコノミコト）　
神功皇后 別名 息長帯日賣命（オキナガタラシヒメノミコト）　
日賣大神 別名 多岐津姫命（タキツヒメノミコト）多岐理姫命（タギリヒメノミコト）市杵島姫命（イチキシマヒメノミコト）の三女神

## 概要
千数百年前の応神天皇の時代に当地を襲った兇賊を小千命（おちのみこと）がここ白人（うらと）城に拠って討ちとり里人の危急を救った為、この地を勝岡と名づけるとともに、小千命を敬慕の余り後に祭神として太山寺字小山の中野山に社を創り白人の宮と称え祀っていたが、永享年間（1429年から1441年）戦火でことごとく焼失の後も霊験あらたかなゆえ、小千命の縁（ゆか）りの城跡で戦場の地である勝岡に構想を大にして遷宮と同時に宇佐八幡を勧請し名を勝岡八幡宮と改称した。 

## 名所
- 馬場の松：一の鳥居と二の鳥居の間に、天下に類なき雄大な松並木の馬場として景観美を誇っていたが、昭和時代に勢いが衰え全滅した。
- 一体走り：松山市指定無形民俗文化財（昭和48年8月19日指定）秋の祭礼の10月7日に行われる神輿のかき競べで、社頭からお旅所までの参道約100mあまりを、褌姿に襷掛けの青年10人が一体の神輿をかついで神輿を上下左右に動揺させぬように、美しいフォームで早く走ることを6地区で競う[2]。

## 摂社
- たごり神様：風邪でたごり（咳き込む）が止まらない孫のためにお祖母さんが三日間お参りを続けると治ったという祠で、町内の民家の前にあったが、100年ほど前に境内に移された。
- 柳原霊社

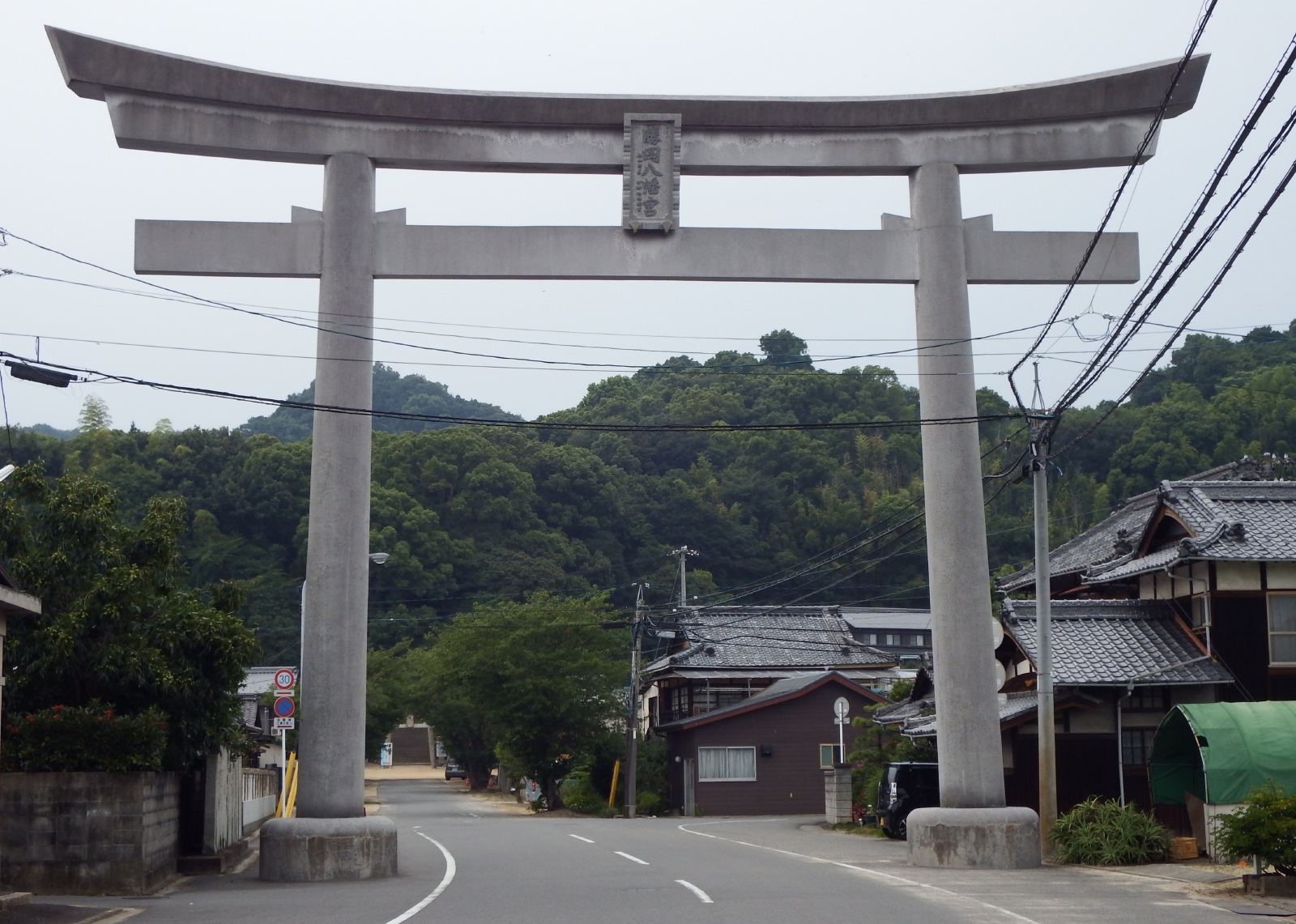
一の鳥居
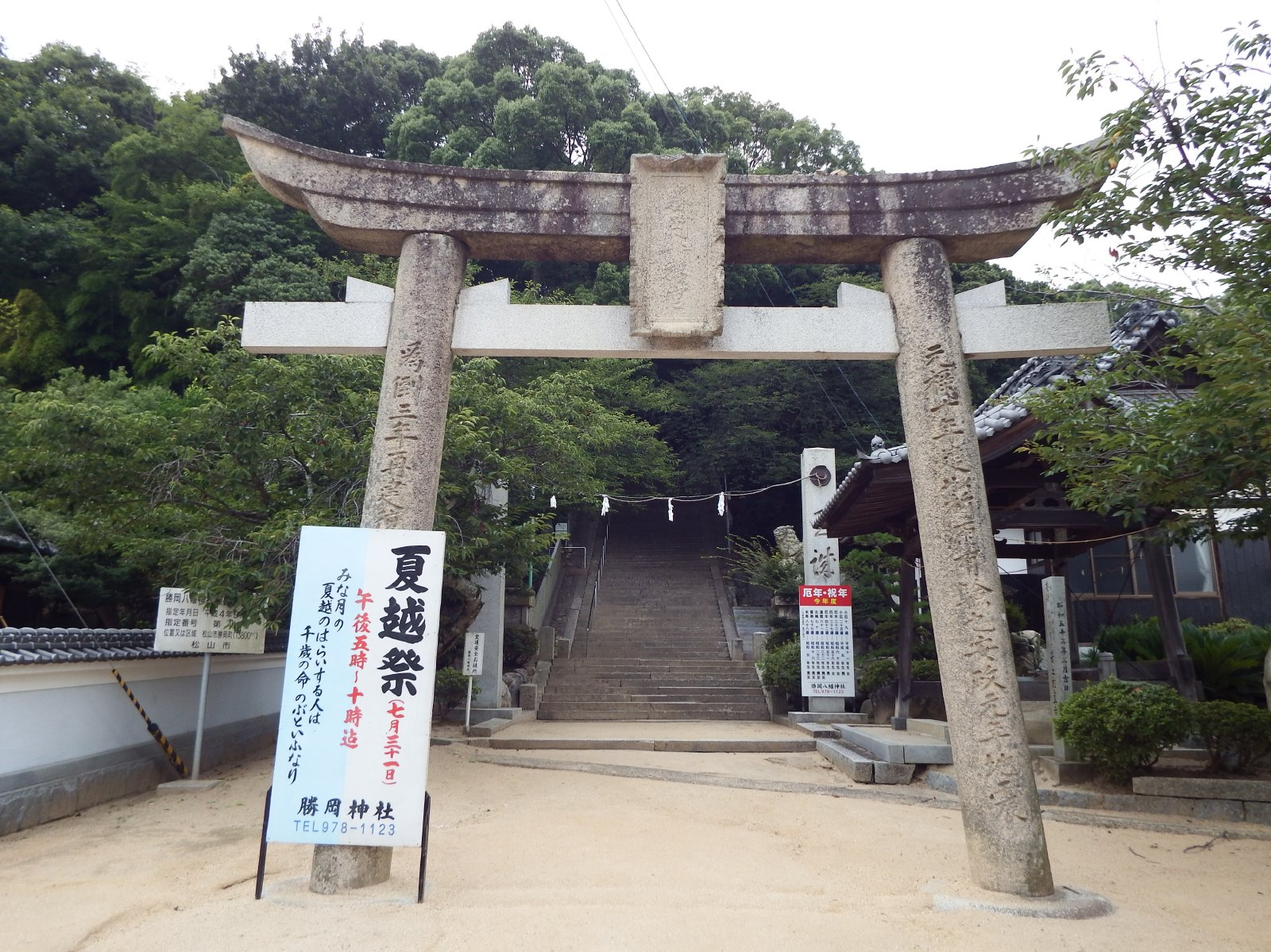
二の鳥居
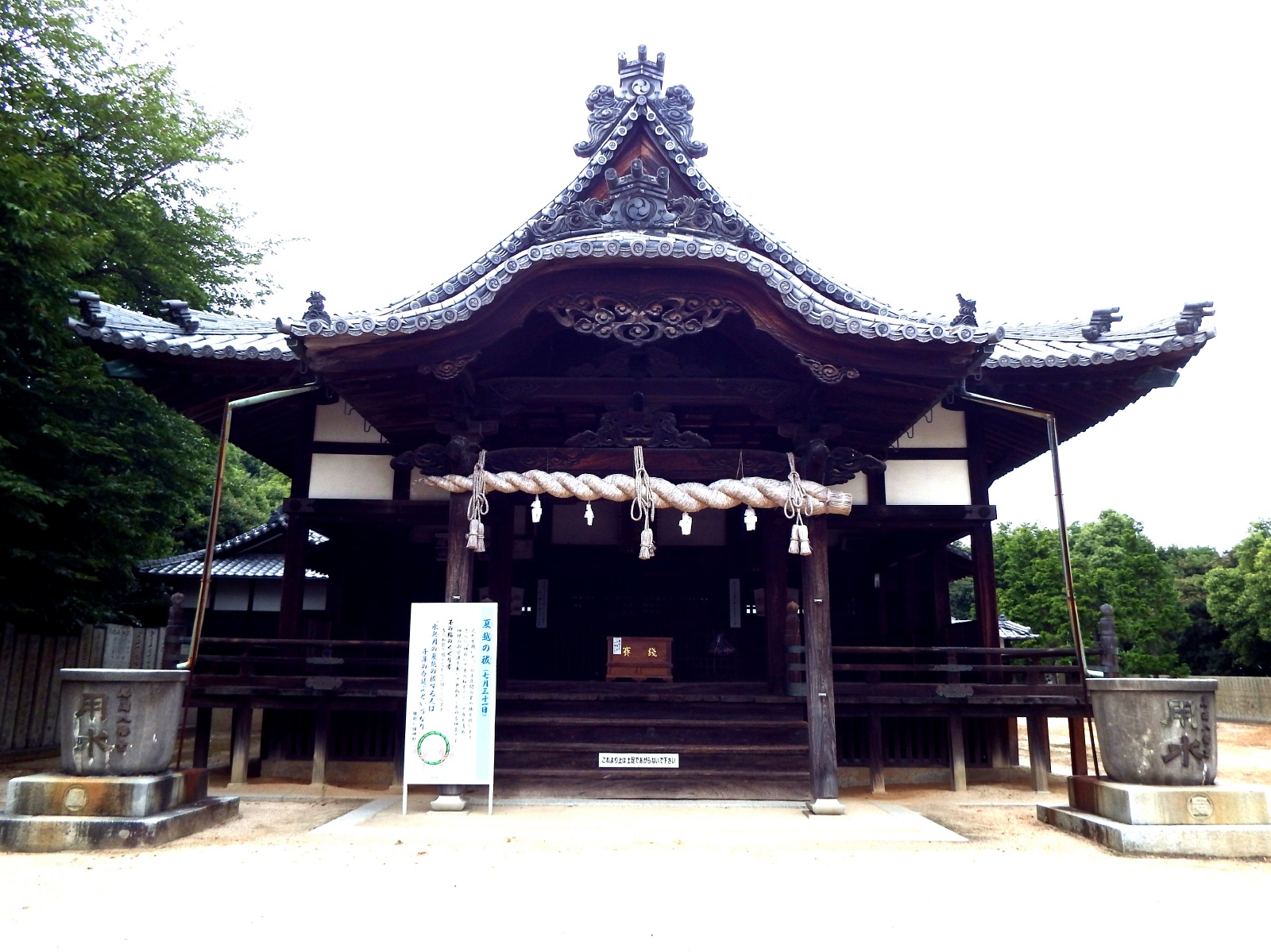
拝殿
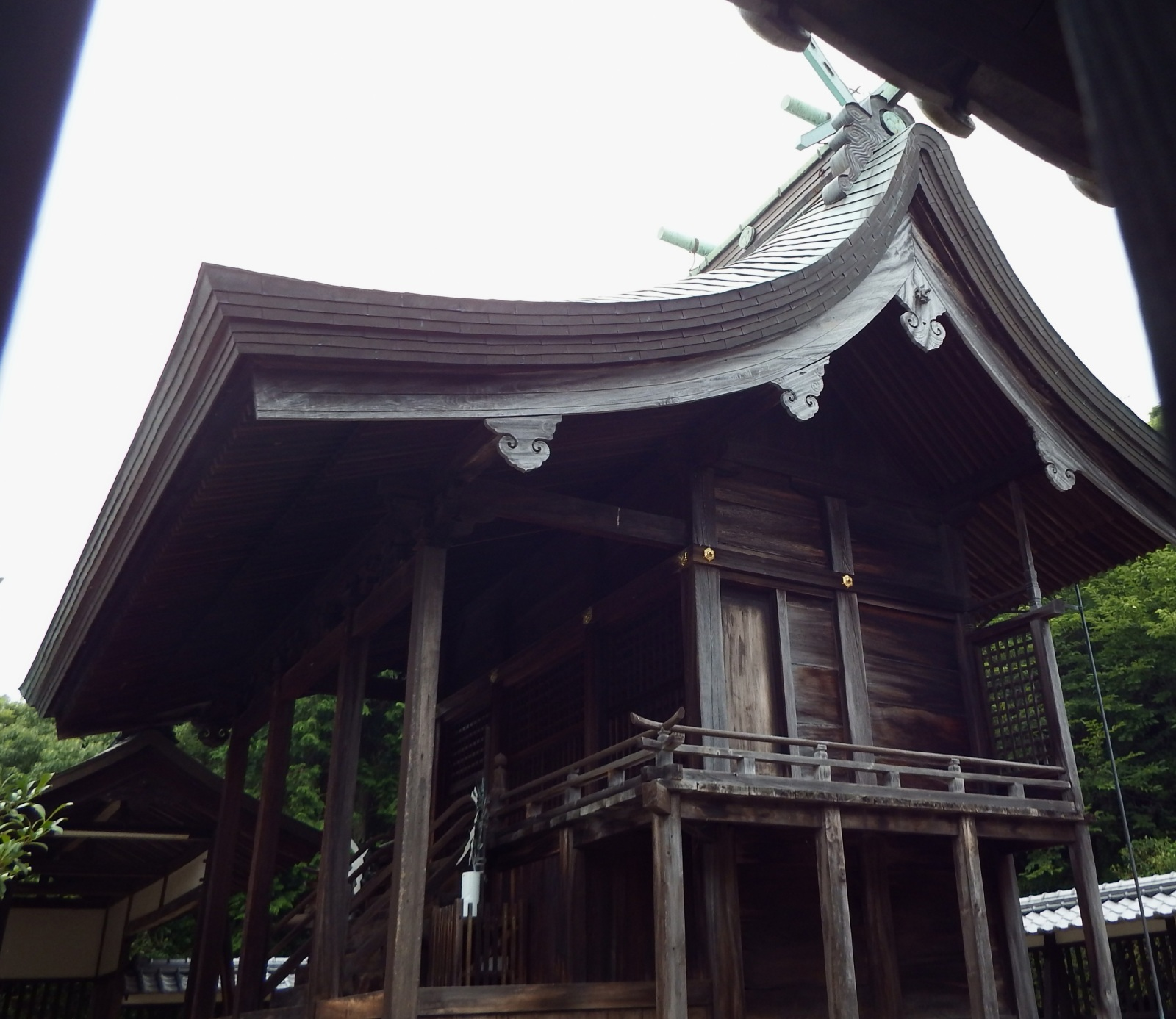
本殿
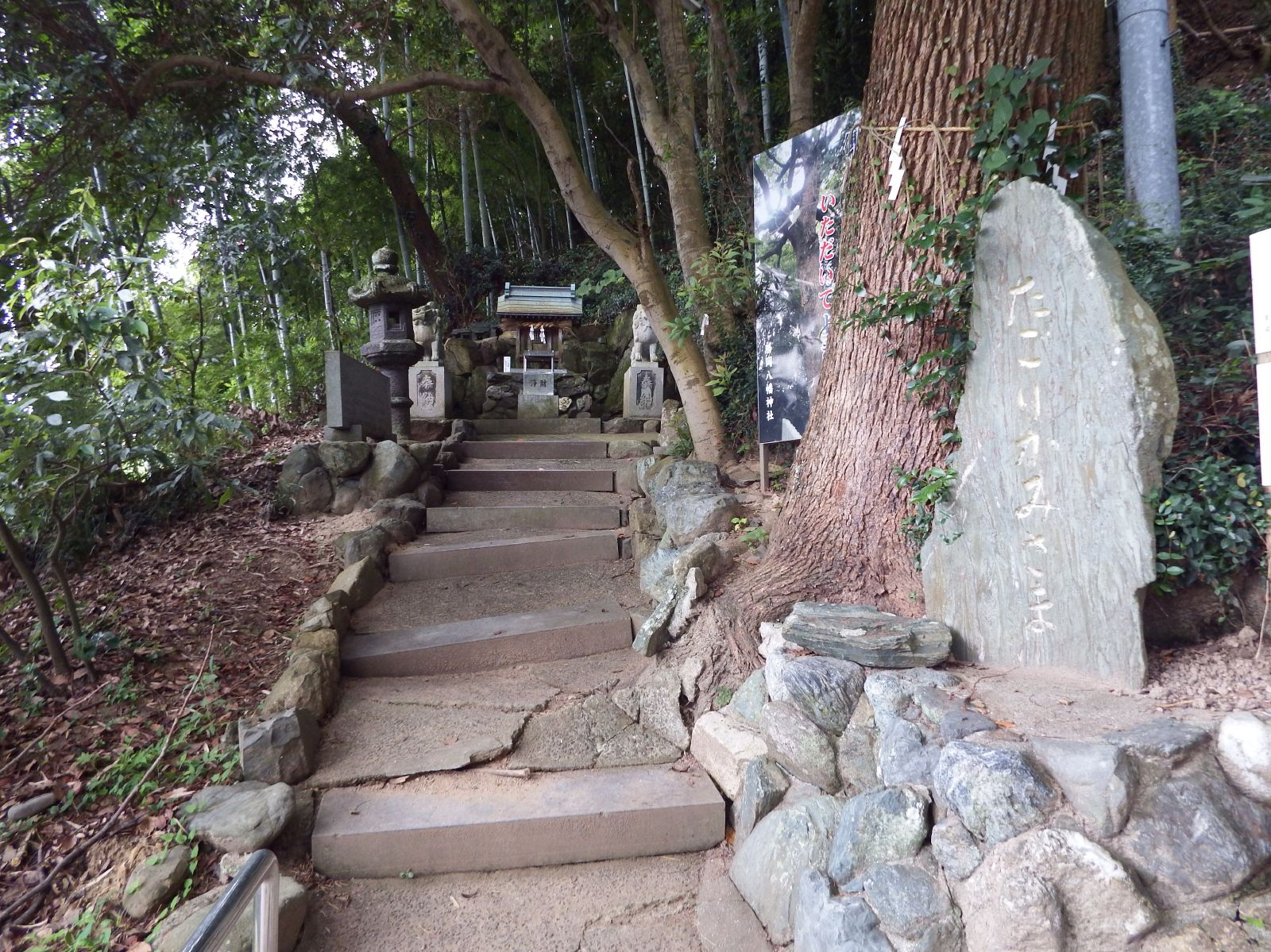
たごりかみさま